# Vanderbilt University
För andra betydelser, se Vanderbilt (olika  betydelser).
Vanderbilt University, även kallad Vandy eller VU informellt, är ett privat forskningsuniversitet i Nashville i delstaten Tennessee. Det grundades 1873 av den amerikanska entreprenören och affärsmannen Cornelius Vanderbilt, som gav universitetet dess första donation på en miljon dollar.

## Universitetsrektorer
| Rektor | Rektor                             | Bild | Ämbetstid                      |
| ------ | ---------------------------------- | ---- | ------------------------------ |
| 1      | Landon Garland (1810–1895)         |      | 1875–1893                      |
| 2      | James Hampton Kirkland (1859–1939) |      | 1893–1937                      |
| 3      | Oliver Carmichael (1891–1966)      |      | 1937–1946                      |
| 4      | Harvie Branscomb (1894–1998)       |      | 1946–1963                      |
| 5      | George Alexander Heard (1917–2009) |      | 1963–1982                      |
| 6      | Joe Billy Wyatt (född 1936)        |      | 1982–2000                      |
| 7      | Elwood Gordon Gee (född 1944)      |      | 7 juli 2000–1 augusti 2007     |
| 8      | Nicholas Zeppos (född 1955)        |      | 1 augusti 2007–15 augusti 2019 |
| 9      | Daniel Diermeier (född 1965)       |      | 1 juli 2020–                   |